# Podział administracyjny Zimbabwe
Zimbabwe dzieli się na 8 prowincji i dwa miasta wydzielone. Niższym szczeblem administracji lokalnej są dystrykty, których w całym kraju jest 59. Jeszcze niżej sytuuje się 1200 gmin.
Prowincje i miasta wydzielone:
1. Bulawayo (miasto wydzielone)
2. Harare (miasto wydzielone)
3. Manicaland
4. Maszona Środkowa
5. Maszona Wschodnia
6. Maszona Zachodnia
7. Masvingo
8. Matabeleland Północny
9. Matabeleland Południowy
10. Midlands